# Survivorman
Survivorman är en kanadensisk dokumentärserie om överlevnad i naturen, som i Sverige har visats på Discovery Channel.
Programmets titel syftar på värden för tv-serien, Les Stroud, som i varje avsnitt ska klara sig på egen hand under sju dagar i vildmarken, på någon plats i världen. Stroud filmar och dokumenterar själv avsnitten, utan närvaro av ett filmteam, vilket är en central del av Survivorman. Med hjälp av kunskap och färdigheter, förmedlar Stroud tips och råd kring hur man ska tänka och agera i olika överlevnadssituationer. 
Med sig till platserna han ska överleva på har Stroud oftast endast en mindre mängd utrustning, vätska och mat. Detta för att simulera omständigheter där man kan vara vilse, strandsatt, eller på annat sätt utsatt. Genomgående teman för varje avsnitt brukar vara att hitta mat och vatten, göra upp eld samt bygga skydd. Eftersom de flesta händelser uppkommer spontant, kretsar mycket av avsnitten även kring andra teman, som exempelvis effekter av väderomslag och fysiska och mentala umbäranden.

## Säsong 1
| Nr | Avsnitt                  | Premiär       |
| --- | ------------------------ | ------------- |
| 01 | "Canadian Boreal Forest" | 6 april 2005  |
| Efter en incident med sin kanot simulerar Les Stroud en strandsatt situation i skogarna i norra Ontario, Kanada.             |                          |               |
| 02 | "Arizona Desert"         | 13 april 2005 |
| Sonoraöknen är platsen för överlevnad i detta avsnitt.                                                                       |                          |               |
| 03 | "Costa Rica"             | 20 april 2005 |
| Les måste klara sig på en strand och i tät djungel på en halvö i Costa Rica.                                                 |                          |               |
| 04 | "Georgia Swamp"          | 27 april 2005 |
| Träskområdena vid Altamaha River i Georgia är landskapet för Les denna gång.                                                 |                          |               |
| 05 | "Canadian Arctic"        | 4 maj 2005    |
| Den arktiska miljön i Pond Inlet på Baffinön i norra Kanada blir platsen för överlevnad sedan Les' snöskoter slutat fungera. |                          |               |
| 06 | "Mountain"               | 11 maj 2005   |
| Les måste överleva i de kanadensiska Klippiga bergen.                                                                        |                          |               |
| 07 | "Canyonlands"            | 18 maj 2005   |
| De djupa kanjonlandskapen i Utah utgör scenariot för Les i detta avsnitt.                                                    |                          |               |
| 08 | "Plane Crash"            | 25 maj 2005   |
| Les simulerar att vara överlevande efter en flygkrasch vintertid och låtsas ha en bruten arm i Temagami, Ontario.            |                          |               |
| 09 | "Lost at Sea"            | 1 juni 2005   |
| Les måste klara sig en vecka drivandes i en flotte på öppet hav någonstans i Karibiska havet.                                |                          |               |
| 10 | "Behind the Scenes"      | 8 juni 2005   |
| I denna bakom-scenerna-episod visar Les klipp och utdrag från tidigare avsnitt under säsongen.                               |                          |               |

## Säsong 2
| Nr | Avsnitt             | Premiär           |
| --- | ------------------- | ----------------- |
| 11 | "Kalahari"          | 10 augusti 2007   |
| Les får uppleva höga temperaturer i Kalahariöknen.                                                          |                     |                   |
| 12 | "Amazon"            | 17 augusti 2007   |
| Amazonas regnskogar är skådeplatsen denna gång.                                                             |                     |                   |
| 13 | "Labrador"          | 24 augusti 2007   |
| Labradorregionen vid Kanadas Atlantkust är området för Les i detta avsnitt.                                 |                     |                   |
| 14 | "African Plains"    | 31 augusti 2007   |
| Les landar en varmluftsballong på slätten i Sydafrikas norra delar.                                         |                     |                   |
| 15 | "Alaska"            | 7 september 2007  |
| Stroud färdas in i en avskild bukt i Alaska med sin kajak.                                                  |                     |                   |
| 16 | "South Pacific"     | 14 september 2007 |
| Tittarna får följa Les när han agerar skeppsbruten på atollen Aitutaki på Cooköarna.                        |                     |                   |
| 17 | "Behind the Scenes" | 21 september 2007 |
| Ett avsnitt liknande det sista av första säsongen. Les förklarar här sina förberedelser inför varje episod. |                     |                   |

## Säsong 3
| Nr | Avsnitt                         | Premiär          |
| --- | ------------------------------- | ---------------- |
| 18 | "Sierra Nevada"                 | 7 november 2008  |
| I bergen och skogarna i Sierra Nevada i Kalifornien spelar Les rollen som en backpacker som gått vilse. |                                 |                  |
| 19 | "Colorado Rockies"              | 14 november 2008 |
| Les måste överleva i Klippiga bergen i Colorado.                                                        |                                 |                  |
| 20 | "Arctic Tundra"                 | 21 november 2008 |
| Baffin Island besöks en andra gång av Stroud.                                                           |                                 |                  |
| 21 | "Temagami Hunting (Deep Woods)" | 5 december 2008  |
| Les simulerar att ha kommit vilse tillsammans med en vän i skogarna i Temagami, Ontario.                |                                 |                  |
| 22 | "Australian Outback"            | 12 december 2008 |
| Les måste klara sig på egen hand i en vecka i "The Outback" i Australien.                               |                                 |                  |
| 23 | "Papua New Guinea"              | 19 december 2008 |
| I detta sista avsnitt beger sig Les till djungeln i Papua Nya Guinea.                                   |                                 |                  |

## Säsong 4
| Nr                                                                                                  | Avsnitt                         | Premiär      |
| --------------------------------------------------------------------------------------------------- | ------------------------------- | ------------ |
| 24                                                                                                  | "Norway Mountain – Part 1"      | 30 juni 2012 |
| Les kommer till de norska fjällen där han ska överleva i tio dygn.                                  |                                 |              |
| 25                                                                                                  | "Norway Mountain – Part 2"      | 7 juli 2012  |
| Fortsättning på föregående episod. Les hittar en stuga och lite mat och tar sedan sikte mot kusten. |                                 |              |
| 26                                                                                                  | "Tiburón Island Coast – Part 1" | 14 juli 2012 |
| En öde ö i Mexiko får besök av Les.                                                                 |                                 |              |
| 27                                                                                                  | "Tiburón Island Coast – Part 2" | 21 juli 2012 |
| Fortsättning på föregående episod.                                                                  |                                 |              |

## Säsong 5
| Nr | Avsnitt                                         | Premiär         |
| --- | ----------------------------------------------- | --------------- |
| 28 | "Grenada Jungle"                                | 1 januari 2014  |
| Les måste klara sig i fem dygn i jungeln på Grenada. |                                                 |                 |
| 29 | "Frigate Island"                                | 8 januari 2014  |
| En ö i Grenadinerna är platsen denna gång för Les fem dygn långa överlevnadsförsök.                                                                                       |                                                 |                 |
| 30 | "Tierra del Fuego"                              | 15 januari 2014 |
| Les Stroud reser till Mitre Peninsula, en avlägsen halvö i den östligaste delen av Isla Grande de Tierra del Fuego i Argentina.                                           |                                                 |                 |
| 31 | "Temagami Forest"                               | 29 januari 2014 |
| Skogarna i Temagami får besök av Les ännu en gång. |                                                 |                 |
| 32 | "Survivorman and Son, Tofino"                   | 5 mars 2014     |
| Les och sonen Logan blir strandsatta i fem dygn efter en kajaktur vid Vancouver Island.                                                                                   |                                                 |                 |
| 33 | "Survivorman and Son, Northern Ontario"         | 12 mars 2014    |
| Les och Logan iklär sig rollen som två strandsatta fiskare i Wabakimi Provincial Park i Ontario, Kanada. Allt de har till sitt förfogande är en båt samt fiskeutrustning. |                                                 |                 |
| 34 | "Survivorman Bigfoot, Part One: Nordegg"        | 19 mars 2014    |
| Les åker till norra Alberta, Kanada, för att leta bevis efter Bigfoot. |                                                 |                 |
| 35 | "Survivorman Bigfoot, Part Two: Radium Springs" | 26 mars 2014    |
| Sökandet efter varelsen fortsätter i Montanas vildmark. |                                                 |                 |